# Tariccoia arrusensis
Tariccoia arrusensis era un artropode marino dell'Ordoviciano (forse del Caradoc) appartenente all'ordine dei Nectaspida, alla famiglia Naraoiidae, e alla sottofamiglia dei Liwiinae, presente allo stato di fossile esclusivamente nella Sardegna sud occidentale, negli affioramenti del Membro del rio Is Arrus, che è uno dei tre membri (quello mediano) in cui è stata suddivisa la Formazione di Monte Argentu. Il nome del genere è stato creato per onorare la memoria di Michele Taricco, lo studioso che per primo negli anni venti del secolo scorso, senza però raffigurarlo, ne segnalò la presenza nella zona di Fluminimaggiore, ritenendo che potesse trattarsi di un fillocaride, mentre il nome della specie deriva da un corso d'acqua, il riu Is Arrus, che attraversa una delle poche località in cui è stato rinvenuto questo fossile.